# Patinella verrucaria
Patinella verrucaria is een mosdiertjessoort uit de familie van de Lichenoporidae. De wetenschappelijke naam van de soort werd in 1758 voor het eerst geldig gepubliceerd door Carl Linnaeus.